# نولان شاطئي
نولان شاطئي (الاسم العلمي:Nolana littoralis) هو نوع نباتي يتبع جنس النولان من فصيلة الباذنجانية.